# Atractodes obsoletor
Atractodes obsoletor är en stekelart som först beskrevs av Zetterstedt 1838.  Atractodes obsoletor ingår i släktet Atractodes och familjen brokparasitsteklar. Arten är reproducerande i Sverige. Inga underarter finns listade.